# Требизачче
Требиза́чче (итал. Trebisacce) — коммуна в Италии, располагается в регионе Калабрия, подчиняется административному центру Козенца.
Население составляет 9146 человек (на 2004 г.), плотность населения составляет 347 чел./км². Занимает площадь 26 км². Почтовый индекс — 87075. Телефонный код — 0981.
Покровителем коммуны почитается святой Леонард Ноблакский, празднование 6 ноября. Также покровителями почитаются Пресвятая Богородица (Madonna del Rosario) и san Rocco.

## Города-побратимы
- Мадзара-дель-Валло, Италия